# Гай Сервилий Главция
Гай Сервилий Главция (на латински: Gaius Servilius Glaucia) е политик на Римската република през края на 2 век пр.н.е. Произлиза от фамилията Сервилии, клон Главция.

## Политическа кариера
През 101 пр.н.е. той е народен трибун. Гай Марий (за 5-и път) и Маний Аквилий. Той кооперира с Гай Марий. През 100 пр.н.е. е претор.
През 100 пр.н.е. кандидатства за консул за 99 пр.н.е. заедно с Гай Мемий и Марк Антоний Оратор. В деня на изборите през декември 100 пр.н.е. Главция и Луций Апулей Сатурнин убиват Гай Мемий. На другия ден Сатурнин и Главция са убити от сенатори, които хвърлят керемиди от покрива на Курия Хостилия по тях и привържениците им. По-късно се казва, че се е самоубил.